# Norrland

Le Norrland en vert foncé.

Le Norrland (littéralement « le pays du Nord ») est une des trois grandes régions historiques de la Suède, les deux autres étant le Götaland, plus au sud, et le Svealand, au centre. 

## Définition

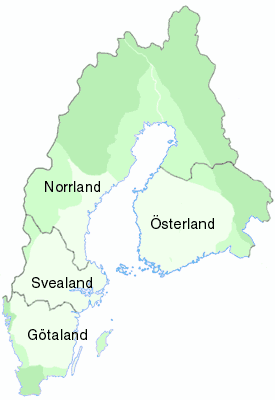
Les quatre grandes régions historiques au temps de la Suède-Finlande.

Le Norrland est à l'origine composé des provinces historiques de Gästrikland, Medelpad, Ångermanland, Hälsingland, Jämtland, Härjedalen, Västerbotten, Norrbotten et Laponie. Il est composé à partir de 1860 des comtés de Norrbotten, Västerbotten, Västernorrland, Jämtland et Gävleborg.
Au temps de la domination suédoise sur la Finlande, entre le XIIIe siècle et 1809, le Norrland s'étendait également sur la Laponie finlandaise et la province d'Oulu.

## Géographie
En 1880, sa densité humaine moyenne ne dépassait pas 1,5 habitant par kilomètre carré, avec 317 892 habitants recensés sur 223 000 km2. Le Norrland qui part des rivages du golfe de Botnie était frontalier avec la Norvège (en union de couronne avec la Suède) au nord et à l'ouest, et surtout à l'est l'Empire russe, représenté par le grand-duché de Finlande.  
Le Norrland, avec seulement 16 % de la population suédoise pour 59 % de la superficie du pays en 1990, a toujours été un espace périphérique en Suède, par rapport aux régions du Götaland et du Svealand. Mais le Norrland a un espace urbain côtier avec des villes comme Luleå, Umeå, Skellefteå, Sundsvall ou encore Gävle. Ici se concentre l'activité industrielle provenant de l'exploitation des ressources de l'hinterland ou des matières premières transitant par la Baltique. Scieries utilisant autrefois le bois flotté sur les rivières ou aujourd'hui transporté par camions, usines de pâtes à papier, usines sidérurgiques (Luleå) ou métallurgiques (Skellefteå).
Dans les comtés de Norrbotten et de Västerbotten, de loin les territoires les plus étendus, subsistent encore plus de 15 000 Samis, dont un tiers sont éleveurs de rennes ou originaire de ce milieu d'éleveurs. Quatre mois de vie végétative intense, de la mi-mai à début octobre, caractérisent cet espace à la luminosité exceptionnelle proche du cercle polaire. Il existe aussi un environnement montagnard, composé de pelouses rases, rochers et plaques de neige dénommé le fjäll. Il est porté par des rangées de reliefs culminant vers le nord-est au Kebnekaise à 2 111 mètres d'altitude qui montrent des coupures du nord-ouest au sud-est, ainsi que le signalent les lacs Torneträsk, Stora Lulevatten, Harsprånget. Le cours des rivières (Torn älv, Lule älv…) épouse aussi souvent la direction de ces failles majeures. Les collines et les plateaux des piémonts sont généralement couverts de résineux, pins et épicéas.
L'activité minière est à l'origine de la colonisation suédoise tardive et parfois rapide de cet espace septentrional. Ainsi les bassins ferrifères parfois à haute teneur, de Gällivare, Malmberget ou Kiruna, les minerais sulfureux de cuivre, zinc et plomb à Boliden (commune de Skellefteå) ont hâté à la Belle Époque le désenclavement ferroviaire ou routier. Les plus célèbres sont les lignes de Kiruna à Narvik et de Kiruna à Luleå.